# 12500 Desngai
12500 Desngai este un asteroid din centura principală de asteroizi.

## Descriere
12500 Desngai este un asteroid din centura principală de asteroizi. A fost descoperit pe 20 martie 1998 la Socorro, New Mexico, în cadrul proiectului LINEAR. Asteroidul prezintă o orbită caracterizată de o semiaxă mare de 2,21 ua, o excentricitate de 0,18 și o înclinație de 2,1° în raport cu ecliptica.